# 貝雷斯強基
49°13′53″N 36°52′2″E / 49.23139°N 36.86722°E
貝雷斯強基（羅馬化：Berestianky）是位於烏克蘭東部哈爾科夫州伊久姆區巴拉克利亚市镇的村莊。該村始建於1650年，面積0.2平方公里，海拔高度138米，2001年人口15，人口密度每平方公里75.4人。